# Stojići (Bugojno)
Stojići es un pueblo de la municipalidad de Bugojno, en el cantón de Bosnia Central, Bosnia y Herzegovina.

## Superficie
Posee una superficie de 2,09 kilómetros cuadrados.

## Demografía
Hasta 1991 la población era de 81 habitantes.